# Antonio dei Nobili
Antonio dei Nobili (25 settembre 2001) è un atleta paralimpico italiano classificato T12 in quanto ipovedente.

## Biografia
Tesserato per il gruppo sportivo dilettantistico Non Vedenti Milano, nel 2021 conquista i suoi primi titoli di campione italiano per la categoria T12 nei 1500 e 5000 metri piani.
Nel 2022, dopo essersi diplomato campione italiano dei 1500 metri T12 indoor, si classifica secondo nella medesima disciplina ai campionati italiani all'aperto. Nel 2023 passa ai colori di Real Eyes Sport e torna a vestire la maglia di campione italiano dei 1500 metri T12 sia al coperto sia all'aperto.

## Campionati nazionali

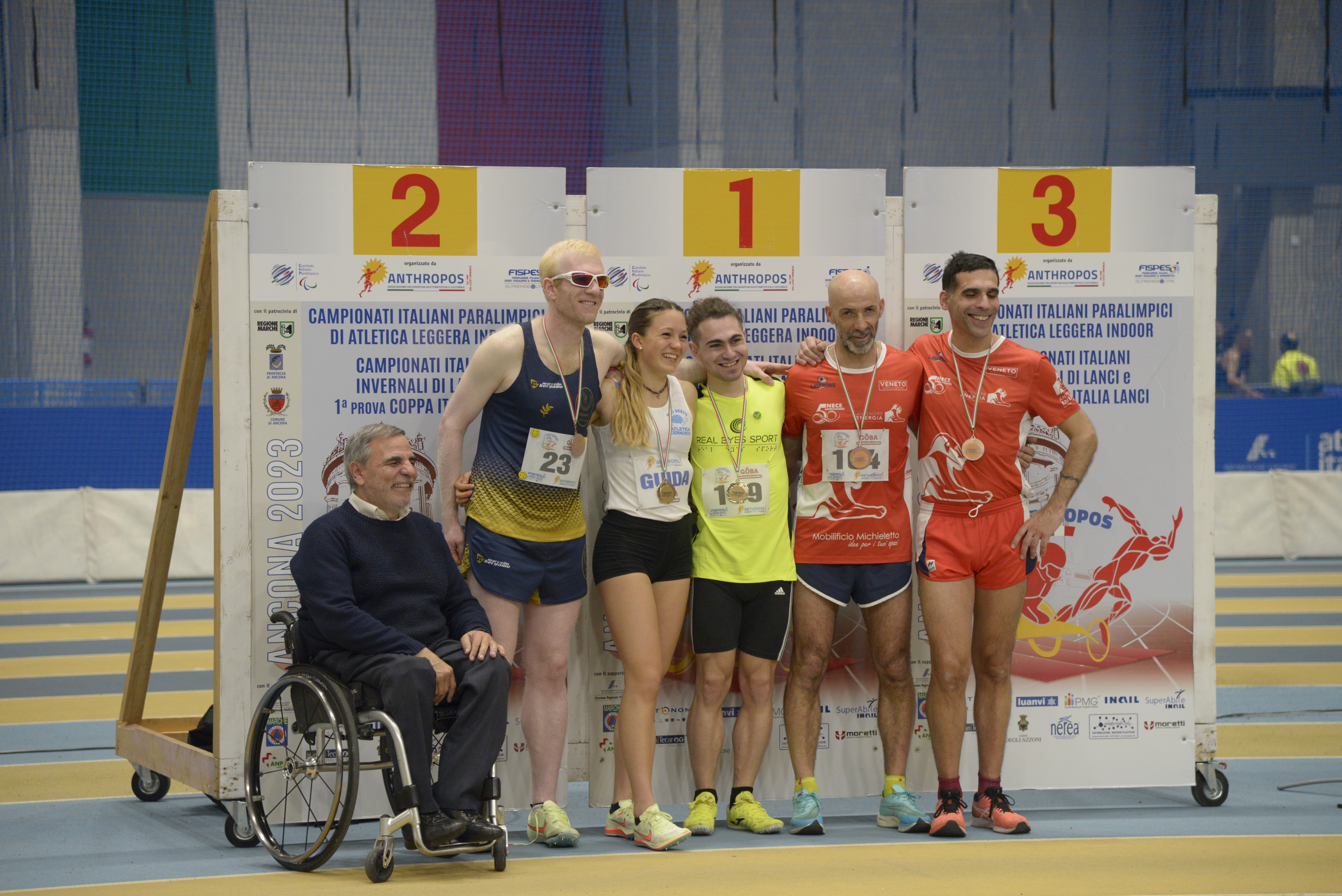
Antonio dei Nobili (al centro) sul podio dei campionati italiani paralimpici assoluti indoor 2023.

- 2 volte campione italiano paralimpico dei 1500 metri T12 (2021, 2023)
- 1 volta campione italiano paralimpico dei 5000 metri T12 (2021)
- 3 volte campione italiano paralimpico dei 1500 metri T12 indoor (2022, 2023, 2025)

2021
- Oro ai campionati italiani paralimpici assoluti, 1500 m T12 - 5'04"49[1]
- Oro ai campionati italiani paralimpici assoluti, 5000 m T12 - 19'51"34[2]

2022
- Oro ai campionati italiani paralimpici assoluti indoor e invernali di lanci, 1500 m T12 - 5'11"88[3]
- Argento ai campionati italiani paralimpici assoluti, 1500 m T12 - 5'29"53[4]

2023
- Oro ai campionati italiani paralimpici assoluti indoor e invernali di lanci, 1500 m T12 - 5'07"73[5]
- Oro ai campionati italiani paralimpici assoluti, 1500 m T12 - 5'03"91[6]

2024
- Argento ai campionati italiani paralimpici assoluti indoor e invernali di lanci, 1500 m T12 - 5'10"12[7]

2025
- Oro ai campionati italiani paralimpici assoluti indoor e invernali di lanci, 1500 m T12 - 5'01"12[8]

## Altre competizioni internazionali
2023
- 4º al World Para Athletics Grand Prix - Jesolo 2023 Grand Prix ( Jesolo, 12 maggio 2023), 1500 m T12 - 5'19"10[9]